# Poa alopecurus ssp. alopecurus
Poa alopecurus ssp. alopecurus là một phân loài cỏ trong họ hòa thảo, thuộc chi poa.